# Ludu Daw Amar
Ludu Daw Amar (còn được gọi là Ludu Daw Ah Mar; tiếng Miến Điện: လူထုဒေါ်အမာ, phát âm [lùdṵ dɔ̀ ʔəmà]; 29 tháng 11 năm 1915 – 7 tháng 4 năm 2008) là một nhà văn và nhà báo bất đồng chính kiến hàng đầu nổi tiếng và được kính trọng ở Mandalay, Miến Điện. Bà kết hôn với nhà văn kiêm nhà báo Ludu U Hla và là mẹ của nhà văn nổi tiếng Nyi Pu Lay. Bà được biết đến với quan điểm thẳng thắn chống chính phủ và báo chí cánh tả cực đoan bên cạnh các tác phẩm xuất sắc về nghệ thuật, sân khấu, khiêu vũ và âm nhạc truyền thống của Miến Điện, và một số tác phẩm dịch từ tiếng Anh, cả tiểu thuyết lẫn phi hư cấu.

## Nhà văn và nhà hoạt động sinh viên
Sinh ra trong một gia đình Mandalay lâu đời kinh doanh thuốc lá và sản xuất cheroot, Amar là con thứ tư trong một gia đình có mười hai người con, trong đó chỉ có sáu người con sống sót đến tuổi trưởng thành. Bà được học tại Trường Truyền giáo Baptist Hoa Kỳ và sau đó là Trường Trung học Quốc gia dưới quyền hiệu trưởng Abdul Razak, người sau này trở thành Bộ trưởng Giáo dục trong nội các của Aung San và bị ám sát cùng với ông ta và những người khác vào tháng 7 năm 1947. Bà nghiên cứu khoa học tại trường Cao đẳng Trung cấp Mandalay và tiếp tục vào Đại học Rangoon để lấy bằng cử nhân. Tác phẩm đáng chú ý đầu tiên của cô là bản dịch Thử nghiệm ở Miến Điện của Maurice Collis vào năm 1938, và vào thời điểm đó bà đã được xuất bản trên Owei của trường đại học (အိုးဝေ, Tạp chí Peacock's Call), và cả Kyipwa Yay (ကြီးပွားရေးမဂ္ဂဇင်း Tạp chí Tiến bộ), do chồng tương lai của bà là U Hla điều hành, dưới tên riêng của bà cũng như các bút danh Mya Myint Zu và Khin La Win.